# Národní park Nahanni
Národní park Nahanni (angl. Nahanni National Park Reserve) leží v jihozápadní části Severozápadních teritorií, přibližně 500 km západně od Yellowknife a chrání rozsáhlou oblast Mackenziova pohoří (Mackenzie Mountains). Park byl jako jeden z prvních zařazen v roce 1978 na seznam světového dědictví UNESCO.
Park o rozloze 4766 km2 vyhlásil v roce 1972 tehdejší kanadský premiér Pierre Elliot Trudeau, který dva roky předtím z titulu své funkce strávil na řece Nahanni dva týdny plavbou v kánoi.

## Zajímavosti parku
Centrem parku jsou čtyři velké kaňony, kterými protéká řeka Jižní Nahanni. Právě tato řeka vytváří hlavní dominanty parku. V severozápadní části můžeme nalézt termální prameny Rabbitkettle, které probublávají skalními prasklinami a na povrchu se ochlazují. Díky obsahu uhličitanu vápenatého zde vytvářejí podivuhodné vápníkové útvary. Druhou dominantou jsou Virginské vodopády (angl.Virginia Falls). Měří 125 metrů do výšky a 200 metrů do šířky a jsou více než dvakrát větší než slavné Niagarské vodopády. Za vodopády řeka dále tvoří několik peřejí, protéká kaňony a mezi strmými skalními stěnami a poté opouští park.

## Pověsti
Název řeky i celého parku pochází z názvu původních obyvatel McKenziova pohoří. Vzdálené sousední kmeny jim říkali Naha Dene, což znamená lidé ze západu, evropští obchodníci si tento název upravili na Nahanies. Tito Naha Dene často napadali sousední kmeny, ty se ale rozhodli jim to oplatit. Když však dorazili do jejich tábora, po Naha Dene jako by se slehla zem.
Další pověst se týká bratrů Willieho a Franka McLeodových, kteří kolem roku 1905 vydali k této řece hledat zlato. Podařilo se jim ho najít a tak se roku 1907 vydali na další výpravu, která však tak dobře nedopadla. Nedaleko ústí potoka do řeky byla nalezena jejich bezhlavá těla. Jejich smrt nebyla nikdy objasněna, ale zato se promítla do místních názvů jako potok Bezhlavého nebo údolí Mrtvého. Ani původ zlata, které nalezli není znám a pátrání po jeho zdroji pokračuje dodnes.

## Flora a fauna
Ve zdejší divoké přírodě se vyskytuje mnoho vzácných rostlinných i živočišných druhů. Hojně se tu vyskytuje například orlovec říční rozšířený v okolí Jižní Nahanni, dále také orel skalní, orel bělohlavý nebo sokol stěhovavý, který hnízdí na útesech kaňonů. K vidění jsou tu také sobi a zřídka i ovce aljašská nebo labuť trubač. V okolí vodopádů roste několik druhů orchidejí.